# = (专辑)
《=》（英语发音：Equals，即「等於」）是英國創作歌手紅髮艾德的第四張錄音室專輯，由庇護所唱片和大西洋唱片於2021年10月29日发行。〈壞習慣〉、〈顫抖〉與〈橋上的塗鴉〉為專輯的三張首發單曲，〈探訪時間〉則作為專輯的促銷單曲發行。各音樂評論家對它的評價褒貶不一。此張專輯在澳大利亞、比利時、加拿大、丹麥、法國、德國、愛爾蘭、意大利、立陶宛、荷蘭、新西蘭、蘇格蘭、瑞典、英國和美國等地的音樂排行榜上獲得了第一名。
2021年12月3日，發行耶誕節版本，其中增收了邀請英國歌手艾爾頓·強參與創作演唱的《耶誕快樂》。標準版中並無任何歌手客串，因此此單曲也成為該版本中唯一一首有歌手客串的單曲。
本專輯的巡迴演出版於隔年5月27日發行，其中包含了電影《昨日奇迹》中的歌曲〈Penguins〉與〈One Life〉、三首自己創作的歌曲以及五首合作單曲。

## 背景
2021年8月18日，希蘭表示，第二天將有一個「重大公告」 。隔日（即8月19日），他在他的社交媒體上宣布了專輯的發行及日期。他將這張專輯描述為他的「成年」記錄，對他來說，這張專輯是一張「真正的個人唱片，對我來說意義重大」，包含了他人生中的重大變化，包括結婚、女兒的出生等。同日也為宣傳單曲〈Visiting Hours〉的發行日。
在2021年6月27日接受首都電臺採訪時，希蘭還表示，他為電影《靠譜歌王》創作的歌曲〈Penguins〉「可能會問世......我希望在巡迴演出之前重新包裝今年即將發行的唱片。」然而目前在正規版專輯中，尚未見到〈Penguins〉的蹤影。而該單曲與另一電影中曲目〈One Life〉最後被收錄在專輯的巡迴演出版當中。

## 單曲
〈壞習慣〉作為專輯的主打單曲於2021年6月25日發行。〈壞習慣〉在英國單曲榜上獲得第一名，在《告示牌》百大熱門榜上獲得第二名。
〈顫抖〉於2021年9月10日作為專輯的第二首單曲發行。〈Shivers〉在英國單曲榜上獲得第一名，在《告示牌》百大熱門榜上獲得第五名。
〈橋上塗鴉〉作為專輯的第三首單曲於2021年10月29日與專輯一起發行，並在《告示牌》百大熱門榜上獲得第41名。10月26日，希蘭在美國全國公共廣播電台的Tiny Desk演唱會系列中表演了這首歌。
〈小丑與女王〉混音版於2022年2月11日作為專輯的第四首單曲發行，當中邀請到泰勒絲作為客串歌手。該版本在英國單曲榜上獲得第2名，並在《告示牌》百大熱門榜上獲得第21名。
〈兩步起舞〉的其中一混音版本於2022年4月22日作為專輯的第五首單曲發行，當中有饒舌歌手利爾·貝比的客串。

### 宣傳單曲
《探訪時間》於2021年8月19日作為專輯中的唯一宣傳單曲發行。

## 樂評
| 綜合得分         | 綜合得分 |
| 來源             | 評分     |
| ---------------- | -------- |
|                  | 5.5/10   |
|                  | 59/100   |
| 評論得分         |          |
| 來源             | 評分     |
| AllMusic         | [ 22 ]   |
| Clash            | 6/10     |
| Evening Standard | [ 24 ]   |
| 衛報             | [ 25 ]   |
| 獨立報           | [ 26 ]   |
| 新音樂快遞       | [ 27 ]   |
| Pitchfork        | 3.6/10   |
| 滾石雜誌         | [ 29 ]   |
| 每日電訊報       | [ 30 ]   |
| 泰唔士報         | [ 1 ]    |

《=》收到各界樂評家褒貶不一的評價。在Metacritic上的12條評論中，這張專輯的加權平均得分為59分（滿分為100分）。

## 商業表現
《=》在英國開售的第一週售出了139,000張，創下了他第三張專輯《÷》以來英國專輯最高首週銷量，但在之後ABBA專輯《啟航》即打破了此項紀錄（204,000張）。
《=》登上了告示牌二百大專輯榜的第一名，成為了紅髮艾德在美國的第四張冠軍專輯。在美國開售的首週發行了118,000專輯等價單位。

## 曲目列表
備註：部分歌曲之中文名稱並非官方中文名稱。
| 《=》--標準版曲目列表 | 《=》--標準版曲目列表              | 《=》--標準版曲目列表 | 《=》--標準版曲目列表                | 《=》--標準版曲目列表 |
| 曲序                  | 曲目                               | 词曲 | 製作人                               | 时长                  |
| --------------------- | ---------------------------------- | --- | ------------------------------------ | --------------------- |
| 1.                    | 潮汐 Tides                         | 艾德·希蘭 約翰·麥可戴德 （ 英语 ： Johnny McDaid） 福伊·萬斯 （ 英语 ： Foy Vance）                                                                 | 希蘭 萬斯 喬·盧貝爾 麥可戴德         | 3:15                  |
| 2.                    | 顫抖 Shivers                       | 希蘭 麥可戴德 卡爾·拉維爾 （ 英语 ： Kal Lavelle） 史蒂夫·麥克 （ 英语 ： Steve Mac）                                                             | 希蘭 佛瑞德 （ 英语 ： Fred Again） 麥克       | 3:27                  |
| 3.                    | 第一次 First Times                 | 希蘭 大衛·霍奇 （ 英语 ： David Hodges） 弗萊德                                                                                           | 希蘭 佛瑞德                          | 3:05                  |
| 4.                    | 壞習慣 Bad Habits                  | 希蘭 麥可戴德 佛瑞德 | 希蘭 麥可戴德 佛瑞德 帕里西 [a]      | 3:51                  |
| 5.                    | 橋上塗鴉 Overpass Graffiti         | 希蘭 麥可戴德 佛瑞德 | 希蘭 麥可戴德 佛瑞德                 | 3:56                  |
| 6.                    | 小丑與女王 The Joker and the Queen | 希蘭 麥可戴德 佛瑞德 山姆·羅曼 （ 英语 ： Romans (musician)）                                                                                  | 希蘭 麥可戴德 羅曼                   | 3:05                  |
| 7.                    | 離開你的人生 Leave Your Life       | 希蘭 | 希蘭 埃爾維拉·安德菲亞德             | 3:43                  |
| 8.                    | 碰撞 Collide                       | 希蘭 麥可戴德 佛瑞德 班·奎勒 （ 英语 ： Ben Kweller）                                                                                    | 希蘭 麥可戴德 佛瑞德 班吉·吉伯森 [a] | 3:30                  |
| 9.                    | 兩步起舞 2step                     | 希蘭 霍奇 路易斯·貝爾 安德魯·瓦特曼 （ 英语 ： Andrew Watt (record producer)）                                                                             | 貝爾 瓦特                            | 2:33                  |
| 10.                   | 阻止這場雨 Stop the Rain           | 希蘭 | 希蘭 盧貝爾 佛瑞德                   | 3:23                  |
| 11.                   | 慢動作中的愛 Love in Slow Motion   | 希蘭 麥可戴德 娜塔莉·亨比 （ 英语 ： Natalie Hemby）                                                                                       | 希蘭 麥可戴德 佛瑞德 盧貝爾 [a]      | 3:10                  |
| 12.                   | 探訪時間 Visiting Hours            | 希蘭 麥可戴德 艾咪·瓦奇 （ 英语 ： Amy Wadge） 安東尼·克萊蒙斯 （ 英语 ： Ant Clemons） 「Kim Lang」·史密斯 麥可·波拉克 （ 英语 ： Michael Pollack (musician)） 史考特·卡特 | 希蘭 麥可戴德 帕里西 [a]             | 3:35                  |
| 13.                   | 沙人 Sandman                       | 希蘭 麥可戴德 | 希蘭 麥可戴德                        | 4:19                  |
| 14.                   | 活在當下 Be Right Now              | 希蘭 麥可戴德 佛瑞德 | 希蘭 麥可戴德 佛瑞德 帕里西 [a]      | 3:31                  |
| 总时长：              | 总时长：                           | 总时长： | 总时长：                             | 48:23                 |

| 《=》--日本版擴充曲目 | 《=》--日本版擴充曲目 | 《=》--日本版擴充曲目 | 《=》--日本版擴充曲目 | 《=》--日本版擴充曲目 |
| 曲序                  | 曲目                  | 词曲                  | 製作人                | 时长                  |
| --------------------- | --------------------- | --------------------- | --------------------- | --------------------- |
| 15.                   | 美好回憶 Afterglow    | 希蘭 霍奇 佛瑞德      | 希蘭 霍奇 帕里西      | 3:05                  |
| 总时长：              | 总时长：              | 总时长：              | 总时长：              | 51:28                 |

| 《=》--耶誕節版擴充曲目 | 《=》--耶誕節版擴充曲目                     | 《=》--耶誕節版擴充曲目 | 《=》--耶誕節版擴充曲目 | 《=》--耶誕節版擴充曲目 |
| 曲序                    | 曲目                                        | 词曲                    | 製作人                  | 时长                    |
| ----------------------- | ------------------------------------------- | ----------------------- | ----------------------- | ----------------------- |
| 1.                      | 耶誕快樂 Merry Christmas（與艾爾頓·強合作） | 希蘭 艾爾頓·強          | 麥克                    | 3:28                    |

| 《=》--數位粉絲限量版擴充曲目 | 《=》--數位粉絲限量版擴充曲目                   | 《=》--數位粉絲限量版擴充曲目                  | 《=》--數位粉絲限量版擴充曲目 |
| 曲序                          | 曲目                                            | 词曲                                           | 时长                          |
| ----------------------------- | ----------------------------------------------- | ---------------------------------------------- | ----------------------------- |
| 15.                           | 橋上塗鴉 Overpass Graffiti（NPR Tiny Desk版本） | 希蘭 麥可戴德 佛瑞德                           | 4:01                          |
| 16.                           | 顫抖 Shivers（NPR Tiny Desk版本）               | 希蘭 麥可戴德 拉維爾 麥克                      | 3:51                          |
| 17.                           | 探訪時間 Visiting Hours（NPR Tiny Desk版本）    | 希蘭 麥可戴德 瓦奇 克萊蒙斯 史密斯 波拉克 卡特 | 3:49                          |

| 《=》--巡迴演出版擴充曲目 | 《=》--巡迴演出版擴充曲目                        | 《=》--巡迴演出版擴充曲目 |
| 曲序                      | 曲目                                             | 时长                      |
| ------------------------- | ------------------------------------------------ | ------------------------- |
| 15.                       | 美好回憶 Afterglow                               | 3:05                      |
| 16.                       | 共度一生 One Life（電影《靠譜歌王》歌曲）        | 3:57                      |
| 17.                       | 企鵝 Penguins（電影《靠譜歌王》歌曲）            | 4:09                      |
| 18.                       | 我會記得妳的 I Will Remember You                 | 3:35                      |
| 19.                       | 歡迎來到這個世界 Welcome to the World            | 2:57                      |
| 20.                       | 小丑與女王 The Joker and the Queen（泰勒絲客串） | 3:05                      |
| 21.                       | 兩步起舞 2step（利爾·貝比客串）                  | 2:43                      |
| 22.                       | 壞習慣 Bad Habits（飛越地平線樂團客串）          | 4:11                      |
| 23.                       | 祕魯 Peru（與Fireboy DML合作）                   | 3:07                      |
| 24.                       | 兩步起舞 2step（Potter Payper客串）              | 2:33                      |
| 总时长：                  | 总时长：                                         | 85:13                     |

備註
- ^[a] 表示額外製作人。

## 製作名單
資料來源：Tidal

### 音樂
| - 紅髮艾德：人聲 (全曲目)、背景人聲 (曲目1.4–6.8.10.11.14)、貝斯 (曲目1.10.11)、高音人聲、鼓聲 (曲目1)、吉他 (曲目1.2.9)、小提琴撥奏 (曲目2)、吉他原聲 (曲目4.5.11.12)、打擊樂器 (曲目4.11)、鍵盤樂器 (曲目10)、烏克麗麗 (曲目13) - 福伊·萬斯：鋼琴 (曲目1.10)、背景人聲、吉他 (曲目1) - 喬·盧貝爾：鼓聲編程、吉他 (曲目1.10)、編程 (曲目1.10.11)、貝斯、吉他、鋼琴 (曲目1)、額外編程 (曲目2)、弦樂編程 (曲目3.6)、鍵盤樂器 (曲目10.11)、吉他原聲、打擊樂器 (曲目11) - 約翰·麥可戴德：鋼琴 (曲目1.11-13)、吉他 (曲目2)、吉他原聲 (曲目4.11.14)、背景人聲 (曲目5.8.11.12.14)、貝斯 (曲目5.8.12)、電吉他 (曲目5.8.12.14)、鍵盤樂器 (曲目5.8.11-13)、編程 (曲目5.11-13)、打擊樂器 (曲目8)、鼓聲 (曲目11)、鐘琴、馬林巴琴 (曲目13) - 馬特·格拉斯比：編程 (曲目1.10) - 佛瑞德：貝斯 (曲目2-8.10.14)、鼓聲 (曲目2.4.5.8.10.11.14)、吉他 (曲目2.4)、鍵盤樂器 (曲目2.4-8.10.14)、編程 (曲目2.4.5.14)、鋼琴 (曲目3.4.7.11)、背景人聲 (曲目4.5.8.10.11)、吉他原聲 (曲目5)、弦樂編排 (曲目6) - 克里斯·勞斯：鼓聲、編程 (曲目2) - 史蒂夫·麥克：鍵盤樂器 (曲目2) - 帕里西：額外弦樂演奏 (曲目3) - 阿肖克·克勞達：大提琴 (曲目3.6) - 提姆·路易：大提琴 (曲目3.6) - 維多利亞·哈里德：大提琴 (曲目3.6) - 里昂·波斯區：低音提琴 (曲目3.6) - 馬修·希蘭：弦樂編排 (曲目3.6)、編程 (曲目6) - 埃因·史密特-馬丁：中提琴 (曲目3) - 勞瑞·安德森：中提琴 (曲目3) - 蕾貝卡·路易：中提琴 (曲目3) - 蓋瑞·波默羅伊：中提琴 (曲目3) - 梅根·卡西迪：中提琴 (曲目3) - 克里斯蒂·曼根：小提琴 (曲目3) - 安·比爾比：小提琴 (曲目3) - 凱西·高爾斯：小提琴 (曲目3) - 湯馬斯·高德：小提琴 (曲目3) - 麥可·瓊斯：小提琴 (曲目3) - 瑪麗潔·約翰斯頓：小提琴 (曲目3) - 詹·雷古爾斯基：小提琴 (曲目3) | - 安娜·布萊克默爾：小提琴 (曲目3) - 安東尼亞·卡塞爾：小提琴 (曲目3) - 碧翠絲·洛夫喬伊：小提琴 (曲目3) - 華倫·齊林斯基：小提琴 (曲目3) - 莎曼莎·威克拉馬辛哈：小提琴 (曲目3) - 夏蘭·麥克凱貝：小提琴 (曲目3) - 馬修·丹頓：小提琴 (曲目3) - 馬丁·傑克森：小提琴 (曲目3) - 伊恩·阿徹：滑音管吉他 (曲目4) - 哈爾·里特森：額外人聲、額外編曲、貝斯、鍵盤樂器 (曲目5)、編曲 (曲目8) - 理查·阿爾丹：額外編曲、打擊樂器 (曲目8) - 路易斯·克蕾兒·馬歇爾：額外人聲 (曲目5) - 山姆·羅曼：吉他、鋼琴 (曲目6) - 埃爾維拉·安德菲亞德：額外人聲、貝斯、鼓聲、鍵盤樂器、編曲 (曲目7) - 格雷厄姆·阿切爾：額外人聲 (曲目8) - 威爾·雷諾斯：額外人聲 (曲目8)、鍵盤樂器 (曲目8.11.12)、吉他原聲 (曲目11)、編曲 (曲目11.12)、電吉他 (曲目12) - 班吉：鼓聲 (曲目8) - 路易斯·貝爾：鼓聲、鍵盤樂器、編曲 (曲目9) - 安德魯·瓦特：吉他、鍵盤樂器、編曲 (曲目9) - 吉安帕羅·帕里西：鼓聲 (曲目11)、編曲 (曲目11.14)、音效 (曲目14) - 馬可·帕里西：鍵盤樂器 (曲目11.12)、喇叭 (曲目12)、弦樂 (曲目14) - 艾因·麥可戴德：背景人聲 (曲目12)、長笛 (曲目13) - 吉米·巴恩斯：背景人聲 (曲目12) - 吉米·卡爾：背景人聲 (曲目12) - 喬許·麥可戴德：背景人聲 (曲目12) - 凯莉·米洛：背景人聲 (曲目12) - 梅夫·麥可戴德：背景人聲 (曲目12)、豎琴 (曲目13) - 寶琳·麥可戴德：背景人聲 (曲目12) - 傑克·帕里西：編曲 (曲目12) - 麥可·彼得·歐森：大提琴 (曲目13) - 歐文·帕萊特：弦樂編排、中提琴、小提琴 (曲目13) |

### 技術
| - 紅髮艾德：執行製作 - 約翰·麥可戴德：執行製作、工程 (曲目2.4–6.11–14) - 佛瑞德：執行製作、工程 (曲目4–8.11.14) - 史都華·霍爾克斯：母帶後製 - 史派克·史登特：混音 - 喬·盧貝爾：工程 (曲目1.2.10.11)、錄音 (曲目2)、弦樂工程 (曲目3.6) - 馬特·格拉斯比：工程 (曲目1.3.6.10.11) - 羅伯特·席林斯：工程 (曲目1.10.11) - 克里斯·勞斯：工程、錄音 (曲目2) - 丹·珀西：工程、錄音、人聲製作 (曲目2) - 格雷厄姆·阿切爾：工程 (曲目2.4-8.10-14)、人聲製作 (曲目2-6.8.10-14) - 保羅·拉法爾馬：工程 (曲目9) | - 艾因·麥可戴德：錄音(曲目13) - 凯莉·米洛：人聲工程、額外人聲工程(曲目12) - 史蒂夫·麥克：人聲工程(曲目2) - 馬特·沃拉赫：混音助理 - 基蘭·比爾德摩爾：混音助理(曲目1-3.5-14) - 查理·霍姆斯：混音助理(曲目1-3.5-14) - 卡姆登·克拉克：工程助理(曲目1.10.11) - 瑪塔·迪·諾齊：工程助理(曲目3.6) - 尼爾·道伊斯：工程助理(曲目3.6) - 威爾·雷諾斯：工程助理(曲目4-6.8.11-13) - 哈爾·里森：額外工程(曲目5) - 凱文·雪莉：額外人聲工程(曲目12) |

## 榜單成績
| 榜單 (2021)                               | 最高 名次 |
| ----------------------------------------- | --------- |
| 澳大利亞（ARIA專輯榜）                    | 1         |
| 奧地利（奧地利Ö3專輯榜）                  | 1         |
| 比利時法蘭德斯（Ultratop專輯榜）          | 2         |
| 比利時瓦隆（Ultratop專輯榜）              | 1         |
| 加拿大（《告示牌》Canadian Albums Chart） | 1         |
| 捷克（ČNS IFPI專輯榜）                    | 1         |
| 丹麥（Hitlisten專輯榜）                   | 1         |
| 荷蘭（MegaCharts專輯榜）                  | 1         |
| 芬蘭（Suomen virallinen lista專輯榜）     | 2         |
| 法國（SNEP專輯榜）                        | 1         |
| 德國（Offizielle Top 100專輯榜）          | 1         |
| 希臘專輯榜 (IFPI)                         | 9         |
| 匈牙利（MAHASZ專輯榜）                    | 1         |
| 冰島專輯榜 (Plötutíðindi)                 | 3         |
| 愛爾蘭（IRMA專輯榜）                      | 1         |
| 義大利（FIMI專輯榜）                      | 1         |
| 日本（Oricon專輯榜）                      | 9         |
| 日本專輯榜 (日本《告示牌》)               | 4         |
| 立陶宛專輯榜 (AGATA)                      | 1         |
| 紐西蘭（RMNZ專輯榜）                      | 1         |
| 挪威（VG-lista專輯榜）                    | 1         |
| 波蘭（ZPAV專輯榜）                        | 3         |
| 葡萄牙（AFP專輯榜）                       | 1         |
| 蘇格蘭（OCC專輯榜）                       | 1         |
| 斯洛伐克專輯榜 (ČNS IFPI)                 | 1         |
| 西班牙（PROMUSICAE專輯榜）                | 1         |
| 瑞典（Sverigetopplistan專輯榜）           | 1         |
| 瑞士（Schweizer Hitparade專輯榜）         | 1         |
| 英國（OCC專輯榜）                         | 1         |
| 美國《告示牌》二百大專輯榜                | 1         |

| 榜單 (2021)                      | 名次 |
| -------------------------------- | ---- |
| 澳大利亞專輯榜 (ARIA)            | 6    |
| 奧地利專輯榜 (奧地利Ö3)          | 7    |
| 比利時專輯榜（Ultratop法蘭德斯） | 14   |
| 比利時專輯榜（Ultratop瓦隆）     | 16   |
| 丹麥專輯榜（Hitlisten）          | 26   |
| 荷蘭專輯榜（Album Top 100）      | 9    |
| 法國專輯榜（SNEP）               | 22   |
| 德國專輯榜（Offizielle Top 100） | 11   |
| 匈牙利專輯榜（MAHASZ）           | 13   |
| 愛爾蘭專輯榜（IRMA）             | 5    |
| 義大利專輯榜（FIMI）             | 42   |
| 紐西蘭專輯榜（RMNZ）             | 18   |
| 挪威專輯榜（世界之路榜單）       | 36   |
| 波蘭專輯榜（ZPAV）               | 60   |
| 西班牙專輯榜（PROMUSICAE）       | 33   |
| 瑞典專輯榜（瑞典最熱榜）         | 23   |
| 瑞士專輯榜 (Schweizer Hitparade) | 4    |
| 英國專輯榜（官方榜單公司）       | 2    |

## 銷量認證
| 地區                               | 认证    | 认证单位/销量 |
| ---------------------------------- | ------- | ------------- |
| 澳大利亚（澳大利亚唱片业协会）     | 白金    | 70,000‡       |
| 奥地利（國際唱片業協會奧地利分會） | 金      | 7,500‡        |
| 巴西（巴西唱片業協會）             | 白金    | 40,000‡       |
| 加拿大（加拿大音乐协会）           | 白金    | 80,000‡       |
| 丹麦（國際唱片業協會丹麥分會）     | 白金    | 20,000‡       |
| 法国（法國唱片出版業公會）         | 白金    | 100,000‡      |
| 德国（聯邦音樂產業協會）           | 金      | 100,000‡      |
| 意大利（意大利音乐产业联盟）       | 白金    | 50,000‡       |
| 新西兰（新西兰唱片音乐协会）       | 白金    | 15,000‡       |
| 波兰（波蘭音像製造商協會）         | 2× 白金 | 40,000‡       |
| 西班牙（西班牙音樂製作協會）       | 金      | 20,000‡       |
| 英国（英国唱片业协会）             | 2× 白金 | 600,000‡      |
| ‡僅含認證的+實際銷量               |         |               |

## 發行歷史
| 國家/地區 | 發行日期       | 發行方式                     | 唱片公司                    | Ref. |
| --------- | -------------- | ---------------------------- | --------------------------- | ---- |
| 全球      | 2021年10月29日 | CD 下載 串流 黑膠唱片 錄音帶 | 庇護所 （ 英语 ： Asylum Records） 大西洋 |      |

## 外部連結
- Spotify上的《=》 （页面存档备份，存于）
- YouTube上的《=》 （页面存档备份，存于）官方播放清單
- YouTube Music上的《=》 （页面存档备份，存于）
- Apple Music上的《=》 （页面存档备份，存于） (英語)
- SoundCloud上的《=》 （页面存档备份，存于） (不適用於臺澎金馬地區；在中國地區被封鎖)